# Arthur Redpath Menzies
Arthur Redpath Menzies fue un diplomático canadiense.
- Fue hijo de Annie Sedgwick Menzies y de James Mellon Menzies (1885-1957), un ingeniero canadiense, misionero presbiteriano, y arqueólogo activa en China en los años 1920 y 1930, ganado renombre por su análisis de Hueso oracular.[4]
- En 1940 entró al Global Affairs Canada.
- Fue empleado en La Habana y Tokio.
- De 1958 a 1961 fue Alto Comisionado en Kuala Lumpur y tenía comisión en Rangún.
- De 1961 a 1965 fue en el  Global Affairs Canada , secretario de enlace con el Department of National Defence (Canada) y miembro del en:Permanent Joint Board on Defense.
- De 1965 a 1972 fue Alto Comisionado en Camberra.
- A partir de 1970 tenía Comisionen Suva (Fiji).
- De 1972 a 1976 fue representante permanente ante el Consejo del Atlántico Norte en Bruselas.
- De 1976 a 1980 fue embajador en Pekín.[5]